# Trzeszczany (gromada 1954−1961)
Horodło – dawna gromada, czyli najmniejsza jednostka podziału terytorialnego Polskiej Rzeczypospolitej Ludowej w latach 1954–1972.
Gromady, z gromadzkimi radami narodowymi (GRN) jako organami władzy najniższego stopnia na wsi, funkcjonowały od reformy reorganizującej administrację wiejską przeprowadzonej jesienią 1954 do momentu ich zniesienia z dniem 1 stycznia 1973, tym samym wypierając organizację gminną w latach 1954–1972.
Gromadę Trzeszczany z siedzibą GRN w Trzeszczanach (obecnie są to dwie wsie: Trzeszczany Pierwsze i Trzeszczany Drugie) utworzono – jako jedną z 8759 gromad na obszarze Polski – w powiecie hrubieszowskim w woj. lubelskim na mocy uchwały nr 8 WRN w Lublinie z dnia 5 października 1954. W skład jednostki weszły obszary dotychczasowych gromad Bogucice, Trzeszczany i Drogojówka ze zniesionej gminy Mołodiatycze w tymże powiecie. Dla gromady ustalono 17 członków gromadzkiej rady narodowej.
1 stycznia 1962 gromadę zniesiono, włączając jej obszar do gromady Mołodiatycze w tymże powiecie.
Uwaga: Gromada Trzeszczany (o zupełnie innym zasięgu terytorialnym) istniała w powiecie hrubieszowskim również w latach 1969−1972.